# Васильева, Тамара Ивановна
Тамара Ивановна Васильева — советский хозяйственный и государственный деятель, лауреат Государственной премии СССР за выдающиеся достижения в труде.

## Биография
Родилась в 1932 году в Ленинграде в рабочей семье. Член КПСС с 1965 года.
В 1946—1991 годах — ученица приёмосдатчицы, приёмосдатчица, старшая приёмосдатчица груза и багажа, заместитель председателя профкома станции Ленинград-Товарный Октябрьской железной дороги.
За высокую эффективность и качество работы на транспорте была в составе коллектива удостоена Государственной премии СССР за выдающиеся достижения в труде 1981 года.
Жила в Санкт-Петербурге.

## Награды
- Орден Октябрьской Революции
- Орден Трудового Красного Знамени